# FK Kafa Feodosija
Futbolnyj klub Kafa Feodosija (rusky Футбольный клуб «Кафа» Феодосия) je ruský fotbalový klub sídlící ve městě Feodosija v Republice Krym. Od sezóny 2015/16 hraje v Premjer lige (krymská nejvyšší soutěž). Klub byl založen v roce 1992. V sezóně 2015/16 se klub přihlásil do Krymského fotbalového svazu a stal se zakládajícím členem nové Krymské ligy.
Své domácí zápasy odehrává na centrálním městském stadionu V. Šajderova s kapacitou 2 000 diváků.

## Historické názvy
Zdroj:
- 1992 – FK Avangard Feodosija (Futbolnyj klub Avangard Feodosija)
- FK More Feodosija (Futbolnyj klub More Feodosija)
- 1995 – FK Kafa Feodosija (Futbolnyj klub Kafa Feodosija)
- 2008 – FK Arsenal-Kafa Feodosija (Futbolnyj klub Arsenal-Kafa Feodosija)
- 2010 – FK Kafa-Goleador Feodosija (Futbolnyj klub Kafa-Goleador Feodosija)
- 2015 – FK Kafa Feodosija (Futbolnyj klub Kafa Feodosija)

## Umístění v jednotlivých sezonách
Legenda: Z – zápasy, V – výhry, R – remízy, P – porážky, VG – vstřelené góly, OG – obdržené góly, +/− – rozdíl skóre, B – body, červené podbarvení – sestup, zelené podbarvení – postup, světle fialové podbarvení – přesun do jiné soutěže
| Ukrajina (1992–2014) |                    |        |    |   |   |    |    |    |     |    |        |
| Sezóny               | Liga               | Úroveň | Z  | V | R | P  | VG | OG | +/− | B  | Pozice |
| 1992                 | Druha liha – sk. B | 3      | 16 | 1 | 3 | 12 | 2  | 25 | −23 | 5  | 9.     |
| 1992/93              | Treťa liha         | 4      | 34 | 7 | 8 | 19 | 19 | 39 | −20 | 22 | 17.    |
| ...                  |                    |        |    |   |   |    |    |    |     |    |        |
| Krym (2015 – )       |                    |        |    |   |   |    |    |    |     |    |        |
| Sezóny               | Liga               | Úroveň | Z  | V | R | P  | VG | OG | +/− | B  | Pozice |
| 2015/16              | Premjer liga KFS   | 1      | 28 | 9 | 6 | 13 | 31 | 45 | -14 | 33 | 6.     |
| 2016/17              | Premjer liga KFS   | 1      | 28 |   |   |    |    |    |     |    |        |